# Hervé Matthys
Hervé Matthys (ur. 19 stycznia 1996 w Brugii) – belgijski piłkarz grający na pozycji obrońcy w Motorze Lublin.

## Kariera klubowa

### Belgia
Piłkarską karierę zaczynał w klubach z rodzinnej Brugii – Cercle Brugge i Club Brugge. W 2012 przeniósł się do zespołów juniorskich klubu ze stolicy Belgii – RSC Anderlecht.
Pierwsze seniorskie kroki stawiał w Anderlechcie Bruksela. W pierwszym zespole nie doczekał debiutu. W 2015 roku został wypożyczony do ligowego rywala Anderlechtu – KVC Westerlo. W klubie z Westerlo zaliczył seniorski debiut 19 lutego 2016 roku w ramach najwyższej belgijskiej ligi w meczu przeciwko Club Brugge.

### Holandia
W 2017 roku został zawodnikiem holenderskiego FC Eindhoven, który występował wówczas na drugim poziomie ligowym w Holandii.
W Holandii występował także w zespołach Excelsior Rotterdam oraz ADO Den Haag, które występowały na pierwszym oraz drugim poziomie ligowym w Holandii.

### Powrót do Belgii
Przed sezonem 2022/23 wrócił do rodzinnej Belgii zostając zawodnikiem K Beerschot VA. W klubie z Antwerpii wywalczył awans do najwyższej ligi.

### Polska
17 stycznia 2025 dołączył do zespołu beniaminka Ekstraklasy Motoru Lublin.

## Kariera reprezentacyjna
Zawodnik od najmłodszych lat powoływany do belgijskich reprezentacji narodowych. Pierwsze powołania i mecze rozegrał w ramach reprezentacji Belgii do lat 15. Występował także w kategoriach wiekowych U–16, U–17, U–18 i U–19, w których był kapitanem belgijskiej reprezentacji. 